# Lars Kober
Lars Kober (Berlino, 19 ottobre 1976) è un canoista tedesco.
Insieme a Stefan Uteß ha vinto una medaglia di bronzo nel C2 1000 m alle Olimpiadi di Sydney 2000.

## Palmarès
- Olimpiadi

Sydney 2000: bronzo nel C2 1000 m
- Campionati europei di canoa/kayak sprint

Plovdiv 1997: bronzo nel C1 1000m.